# François Delsarte
François Alexandre Nicolas Chéri Delsarte (Solesmes (Nord), 11 de novembre de 1811 – París, 20 de juliol de 1871), fou un músic i professor francès. Encara que tingué un cert èxit com a compositor, és principalment reconegut com a professor de cant i declamació.
És presentà per primera vegada en públic en el teatre de l'Òpera Còmica del qual passa a l'Ambigú. Després fou directors dels cors de l'església de l'abat Châtel, on donà conèixer els més bells fragments de les obres de Gluck, Rameau i Lully.
Es distingí com a notable professor de cant tenint entre d'altres alumnes a Oscar Lindhult i, va escriure algunes composicions marcat sabor religiós, entre les cal citar com a més important les Stances à l'Etenité, i altres. A més publicà, una col·lecció titulada Archives du chant, en el que intercalà peces dels millors músics dels segles XVII i XVIII.
Desenvolupà un estil interpretatiu basat en connectar l'experiència emocional de l'actor amb una sèrie de gests que observà en les relacions humanes.